# مالیات‌های سیگار در ایالات متحده آمریکا

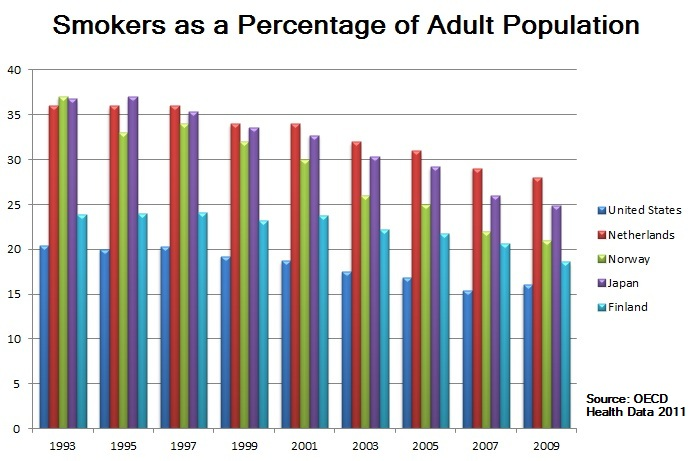
Smokers as a percentage of the population for the United States as compared with the Netherlands, Norway, Japan, and Finland.

علاوه بر اینکه مالیات‌های سیگار در آمریکا در هر دو سطح ایالتی و فدرال وضع می‌گردد. مالیات‌های فروش محلی و مالیات‌های محلی مخصوص سیگار نیز محاسبه می‌شود. مالیات سیگار در سرتاسر تاریخ آمریکا ظاهر شدهاست و هنوز هم یک موضوع مورد مناقشه است.

## تاریخ
اگرچه تا اواسط قرن نوزدهم میلادی سیگارها در ایاالت متحده محبوب نبودند، اما دولت فدرال همچنان تلاش می‌کرد تا مالیات بر محصولات دخانی مانند انفیه را در اوایل تاریخ تأسیس خود اجرا کند. در سال ۱۷۹۴، وزیر خزانه داری، الکساندر همیلتون اولین مالیات غیرمستقیم فدرال را بر محصولات دخانیات معرفی کرد. پیشنهاد اولیهٔ همیلتون پس از اصلاحات اساسی به تصویب رسید و فقط پس از مدت کوتاهی پس از آن با تأثیر ناچیز در بودجه فدرال لغو شد.
گرچه مالیات همیلتون بر روی دخانیات ناکام ماند، مالیات دخانیات همچنان به ایفای نقش پراهمیت خود در تاریخ آمریکا ادامه می‌دهد.
کنگرهٔ ایاالت متحده در اول ژوئیه سال ۱۸۶۲، مالیات غیر مستقیم را در مورد بسیاری از اقالم از جمله تنباکو تصویب کرد. این اتفاق در نتیجهٔ بدهی فزایندهٔ اتحادیه در طول جنگ داخلی آمریکا و نیاز دولت فدرال به درآمد اضافی صورت گرفت. پس از جنگ، بسیاری از این مالیات‌های غیرمستقیم لغو شدند اما مالیات بر دخانیات باقی مانده‌است. در حقیقت، تا سال ۱۸۶۸ منبع اصلی درآمد دولت از این مالیات‌های ماندگار دخانیات بود.
علیرغم مالیات‌های غیرمستقیم دولت فدرال، ایالت‌ها تا قرن بیستم مالیات غیرمستقیم از دخانیات را تصویب نکردند. در سال ۱۹۲۱، ایالت آیووا اولین ایالتی شد که علاوه بر مالیات فدرال، مالیات غیرمستقیم دخانیات را در سطح ایالت تصویب کرد. سایر ایالت‌ها نیز به سرعت از این موضوع پیروی کردند و تا سال ۱۹۵۰، چهل ایالت و ایالت واشینگتن دی.سی. نیز مالیات فروش سیگار را تصویب کردند.
تا سال ۱۹۶۹، تمامی ایاالت آمریکا، ناحیهٔ کلمبیا) واشینگتن دی. سی امروزی (و مناطق دیگر مالیات سیگار را اجرا کرده بودند. چندین شهر مانند شیکاگو و نیویورک نیز مالیات سیگار خود را در سطح شهر اجرا کرده بودند. مالیات ترکیبی فدرال، ایالتی، بخشی و محلی برای بستهٔ ۲۰تایی سیگار در شهر شیکاگو، در بخش کوک، ایلینوی، ۴۲٫۷ دلار است که بالاترین میزان در کل کشور است. کمترین نرخ مالیات کشور نیز در میزوری با ۱۷ سنت است. رای‌دهندگان ایالت برای ثابت نگه داشتن این مالیات در سال‌های ۲۰۰۲ ،۲۰۰۶ و ۲۰۱۲ رای دادند.

### تحت دولت اوباما
در ۴ فوریه ۲۰۰۹، لایحهٔ تصویب مجدد برنامهٔ بیمهٔ سالمت کودکان در سال ۲۰۰۹، به یک قانون تبدیل شد که نرخ مالیات فدرال را برای سیگار در اول آوریل ۲۰۰۹ از ۰٫۳۹ دلار در هر بسته به ۱٫۰۱ دلار در هر بسته افزایش داد این قانون در جهت کمک به هزینه‌های افزایش یافتهٔ پوشش تحت برنامهٔ دولتی بیمهٔ سلامت کودکان بود.
یکی از بزرگترین انتقادات وارده بر این لایحه توسط آمریکایی‌ها برای اصلاحات مالیاتی مطرح شد که بیم این داشتند که این امر منجر به کاهش درآمد مالیات ایالتی شود بنابر گفتهٔ اقتصاددان برندهٔ جایزه نوبل، گری بکر، که میزان کشش قیمت سیگار را در طولانی مدت مطالعه کرده بود، مالیات، در نتیجهٔ قانون تصویب مجدد برنامهٔ بیمهٔ سالمت کودکان، قیمت سیگار را ۱۳٫۳٪افزایش می‌دهد که در نهایت به معنی کاهش ۱۰٫۶٪ در فروش است. مؤسسهٔ مالیات ملی برای تعیین ضرر یک میلیارد دلاری پیش‌بینی شده برای ایالت‌ها، این تعداد را محاسبه می‌کند. استدلال دیگری که علیه این لایحه مطرح شد، ادعا می‌کند که این امر با کاهشی است؛ با بیان این که افزایش مالیات به‌طور ناعادلانه ای فقرا را هدف قرار می‌دهد چرا که مرکز کنترل و پیشگیری بیماری بیان کرده‌است که بیش از نیمی از تمام افراد سیگاری، کم درآمد هستند این مرکز همچنین بیان می‌دارد "با این حال، به دلیل اینکه گروه‌های کم درآمد بیشتر به افزایش قیمت واکنش نشان می‌دهند، افزایش قیمت واقعی سیگار می‌تواند مصرف سیگار را در میان افراد سیگاری کم درآمد در مقایسه با افراد سیگاری پردرآمد بسیار بیشتر کاهش دهد و بدین روی باعث کاهش نابرابری‌های اجتماعی-اقتصادی مصرف سیگار شود بعلاوه، جوامعی با درآمد کمتر نیز از بیماری‌های مربوط به دخانیات در مقایسه با همتایان پردرآمدتر خود، بیشتر و با نرخ نامتناسبی رنج می‌برند.
در مطالعه ای که به نمایندگی از دپارتمان سالمت ایالت نیویورک انجام شد، مشخص شد که افراد سیگاریِ کم- درآمد (کسانی که در خانوارها زیر ۳۰ هزار دلار درآمد دارند)، به‌طور متوسط ۲۳٫۶ درصد از درآمد سالانه خانوار خود را صرف سیگار می‌کنند، در مقایسه با سیگاری‌هایی که در خانوار خود درآمدی بالای ۶۰ هزار دلار دارند.

## تأثیرات
یکی از دلایل حمایت از افزایش مالیات سیگار در بین مسئولان بهداشت عمومی این است که بسیاری از مطالعات نشان می‌دهد که این امر منجر به کاهش میزان استعمال دخانیات می‌شود. رابطهٔ بین میزان استعمال دخانیات و مالیات بر سیگار پی آیند ویژگی کشش است؛ هرچه میزان مالیات افزایش یابد، سیگارهایی که خریداری و مصرف می‌شوند کمتر خواهد بود. این امر به‌طور ویژه ای در بین نوجوانان رواج دارد. به ازای هر ده درصد افزایش در قیمت یک بسته سیگار، میزان سیگار کشیدن جوانان در حدود هفت درصد کاهش می‌یابد. این میزان در بین اقلیت‌ها و افراد سیگاری با درآمد کم نیز صادق است. نرخ تماس‌ها برای ترک با خطوط تلفن ویژه اضطراری (هاتالین‌ها) به‌طور مستقیم با افزایش مالیات سیگار در ارتباط است. هنگامی که ایالت ویسکانسین مالیات سیگار خود را به ۱ دلار در هر بسته افزایش داد، این خط تلفن‌ها در مدت زمان دو ماه، ۰۰۰ ،۲۰ تماس را ثبت کرد؛ در مقابل ۹۰۰۰ تماسی که سالانه دریافت کرد.
تجزیه و تحلیلی از نرخ‌های استعمال سیگار و مالیات سیگار از سال ۱۹۵۵ تا ۱۹۶۴، مقدم بر اولین گزارش جراح کل ایالات متحده آمریکا و سیگار هراسی عمومی، روابط مشابه را بین افزایش مالیات و کاهش نرخ مصرف که امروزه رایج هستند نشان می‌دهد و بیان می‌دارد که افکار عمومی نسبت به استعمال سیگار عاملی سردرگم کننده نیستند.
در سال ۲۰۱۲، آر تی آی بین‌الملل برای ارزیابی بار مالی اعمال شده به موجب پرداخت مالیات سیگار بر روی خانواده‌های کم درآمد، تجزیه و تحلیلی را براساس داده‌های بررسی‌های دخانی بزرگسالان در نیویورک و سرتاسر آمریکا که در سال‌های ۲۰۱۰ تا ۲۰۱۱ جمع‌آوری شده بودند، برای دپارتمان سلامت ایالت نیویورک انجام داد.
براساس ای بی سی نیوز، این مطالعه نشان داد که «مالیات بالای سیگار ممکن است به جای اینکه باعث شود آنها سیگار را ترک کند، به سیگاری‌های کم درآمد آسیب برساند». از بین ۱۳۰۰۰ مورد بررسی شده در ایالت نیویورک، افراد سیگاری با درآمد کمتر ۲۳٫۶ درصد از درآمد خود را صرف سیگار می‌کنند. این درحالی است که افراد با درآمد بالا تنها ۲ درصد از درآمد خود را صرف این کار می‌کنند و افراد کم درآمد در سرتاسر کشور ۱۴ درصد از درآمد خود را صرف این کار می‌کنند.
به‌طور کلی، انتظار می‌رود که مالیات بر روی سیگار باعث افزایش میانگین خوشحالی افراد سیگاری می‌گردد.

## مالیات به عنوان بخشی از قیمت سیگار
در حالی که قیمت سیگار از سال ۱۹۶۵ به‌طور مداوم افزایش یافته‌است، درصد آن قیمت به نسبت مالیات نصف آن چیزی است که در آن زمان بوده‌است {۱۶}. در سال ۲۰۱۱، فیلیپ موریس کل درآمد دولت از جمله مالیات‌های فدرال، ایالتی، محلی و فروش را ۵۵ درصد از قیمت خرده فروشی یک بسته سیگار در ایالات متحده ذکر کرده‌است.
براساس داده‌های سازمان بهداشت جهانی در مورد مالیات‌های سیگار در سراسر جهان، ایالات متحده از نظر درصد هزینه‌های بسته سیگار از مالیات‌ها در رتبه ۳۶ در بین ۵۰ کشور پرجمعیت قرار گرفته‌است. داده‌های آنها تخمین می‌زند که مالیات‌ها ۴۲٫۵ درصد از هزینه یک بسته سیگار را در آمریکا تشکیل می‌دهند؛ در مقایسه با ۸۲٫۲ درصد در انگلستان، که بالاترین مالیات سیگار را دارد.
نرخ مالیات سیگار ایالتی
در جدول زیر، نرخ مالیات ایالتی و دیگر مناطق آمریکا (برای تاریخ ۱ ژانویه ۲۰۱۹)ذکر شده‌است.
| مالیات غیرمستقیم برای هر بسته (به دلار آمریکا) | ایالت یا منطقه                   |
| ---------------------------------------------- | -------------------------------- |
| ۰٫۶۷۵                                          | آلاباما                          |
| ۲٫۰۰                                           | آلاسکا                           |
| ۲٫۰۰                                           | آریزونا                          |
| ۱٫۱۵                                           | آرکانزاس                         |
| ۲٫۸۷                                           | کالیفرنیا                        |
| ۰٫۸۴                                           | کلرادو                           |
| 4.35                                           | کنتیکت                           |
| ۲٫۱۰                                           | دالوِر                            |
| ۱٫۳۹۹                                          | فلوریدا                          |
| ۰٫۳۷                                           | جورجیا                           |
| ۳٫۲۰                                           | هاوایی                           |
| ۰٫۵۷                                           | آیداهو                           |
| 1.98                                           | ایلینوی                          |
| ۰٫۹۹۵                                          | ایندیانا                         |
| ۱٫۳۶                                           | آیووا                            |
| ۱٫۲۹                                           | کانزاس                           |
| 1.10                                           | کنتاکی                           |
| 1.08                                           | لوئیزیانا                        |
| ۲٫۰۰                                           | مین                              |
| ۲٫۰۰                                           | مریلند                           |
| ۳٫۵۱                                           | ماساچوست                         |
| ۲٫۰۰                                           | میشیگان                          |
| 3.04                                           | مینه‌سوتا                         |
| ۰٫۶۸                                           | میسیسیپی                         |
| ۰٫۱۷                                           | میزوری                           |
| ۱٫۷۰                                           | مونتانا                          |
| ۰٫۶۴                                           | نبراسکا                          |
| ۱٫۸۰                                           | نوادا                            |
| ۱٫۷۸                                           | نیوهمپشایر                       |
| ۲٫۷۰                                           | نیوجرسی                          |
| ۱٫۶۶                                           | نیومکزیکو                        |
| 4.35                                           | نیویورک                          |
| ۰٫۴۵                                           | کارولینای شمالی                  |
| ۰٫۴۴                                           | ی داکوتای                        |
| 1.60                                           | اوهایو                           |
| ۲٫۰3(2)                                        | اکلاهما                          |
| ۱٫۳۳                                           | اورگن                            |
| 2.60                                           | پنسیلوانیا                       |
| ۴٫۲۵                                           | رود آیلند                        |
| ۰٫۵۷                                           | کارولینای جنوبی                  |
| ۱٫۵۳                                           | داکوتای جنوبی                    |
| ۰٫۶۲                                           | تِنِسی                             |
| ۱٫۴۱                                           | تگزاس                            |
| ۱٫۷۰                                           | یوتا                             |
| ۳٫۰۸                                           | ورمانت                           |
| ۰٫۳۰                                           | ویرجینیا                         |
| ۳٫۰۲۵                                          | واشینگتن                         |
| 1.20                                           | ویرجینیای غربی                   |
| ۲٫۵۲                                           | ویسکانسین                        |
| ۰٫۶۰                                           | وایومینگ                         |
| 4.50                                           | ناحیهٔ کلمبیا                     |
| ۳٫۷5 (3)                                       | جزایر ماریانای شمالی             |
| ۵٫۱۰                                           | پورتوریکو                        |
| ۳٫۰۰                                           | پورتوریکو                        |
| ۲٫۵۰                                           | ساموآی آمریکا                    |
| ۱٫۱0 (4)                                       | جزایر ویرجین ایاالت متحده آمریکا |

جدول فوق شامل مالیات غیرمستقیم فدرال در مورد سیگار به ازای هر بسته ۱٫۰۱ دلار، مالیات بر روی سیگار که توسط شهرداری‌های جداگانه (مانند نیویورک سیتی، شیکاگو و انکوریج) تعیین شده‌است، یا مالیات‌های فروش که در کنار قیمت خرده فروشی و مالیات‌های غیرمستقیم تعیین شده‌است.

## قاچاق
ایالاتی که مالیات بالایی دارند، اغلب سیگار را از کشورهایی با مالیات پایین قاچاق می‌کنند و بازار سیاه ایجاد می‌شود. مؤسسهٔ مالیات تخمین زده‌است که ایالت نیویورک حدوداً ۱٫۶۳میلیارد دلار را در رقابت با بازار سیاه از دست داده‌است.
خود شرکت‌های دخانیات درگیر قاچاق دخانیات شده‌اند. در سال ۲۰۱۰ در کانادا، کمپانی دخانیات آر.جی. رینولدز پذیرفت تا ۳۵۲ میلیون دلار را برای برای پرداخت مطالبات مربوط به قاچاق بپردازد. شرکت‌های بین‌المللی برندهای شالی که یک شرکت تابعه رینولدز است، پس از اظهار مقصر بودن براساس قانون کیفری کانادا، ۷۵ میلیون دلار جریمه شد که به دلیل کمک به دیگران در فروش سیگارهای قاچاق، به تعدادی توطئه متهم شده‌است. درحالی که عملیات قاچاق در دهه ۱۹۹۰ ادامه داشت، شرکت‌های دخانیات، با اشاره به شیوع محصول قاچاق به عنوان دلیل دیگری برای کاهش مالیات، در حال لابی کردن دولت‌های فدرال و استانی برای کاهش مالیات بر روی سیگار بودند.

## مالیات دخانیات غیر سیگار
مالیات بر روی دخانیات غیر دودی (جویدنی) و همچنین (اغلب همزمان با) انفیه، سیگار برگ و پیپ نیز در ایالات متحدهٔ آمریکا رواج دارد. چهل و نه ایالت و منطقهٔ کلمبیا (واشینگتن) نیز چنین مالیات‌های غیر سیگاری دارند؛ درحالی که پنسیلوانیا تنها استثنا است که هیچ مالیاتی بر سیگار یا دخانیات غیر دودی ندارد (گرچه سیگارهای برگ کوچک را برای اهداف مالیاتی سیگار به حساب می‌آورد). از ۴۹ ایالتی که در این طبقه جای می‌گیرند، فلوریدا مالیاتی بر سیگار دریافت نمی‌کند، اگرچه تمام دیگر محصولات دخانیاتی شامل مالیات می‌شوند. دولت فدرال ایاالت متحده با توجه به ۶ مقولهٔ زیر مالیات‌های غیرمستقیم غیر سیگاری مختلف را متهم می‌کند: انفیه، دخانیات جویدنی، پیپ، سیگارهای رولآپ، سیگارهای بزرگ و سیگارهای کوچک. کاغذها و لوله‌های سیگار نیز شامل مالیات می‌شوند. در ژوئن ۲۰۱۹، ده ایالت مختلف آمریکا و واشینگتن دی. سی نیز مالیات‌های غیرمستقیم بر روی سیگارهای الکترونیکی تعیین کردند.